# Barwniki fotosyntetyczne

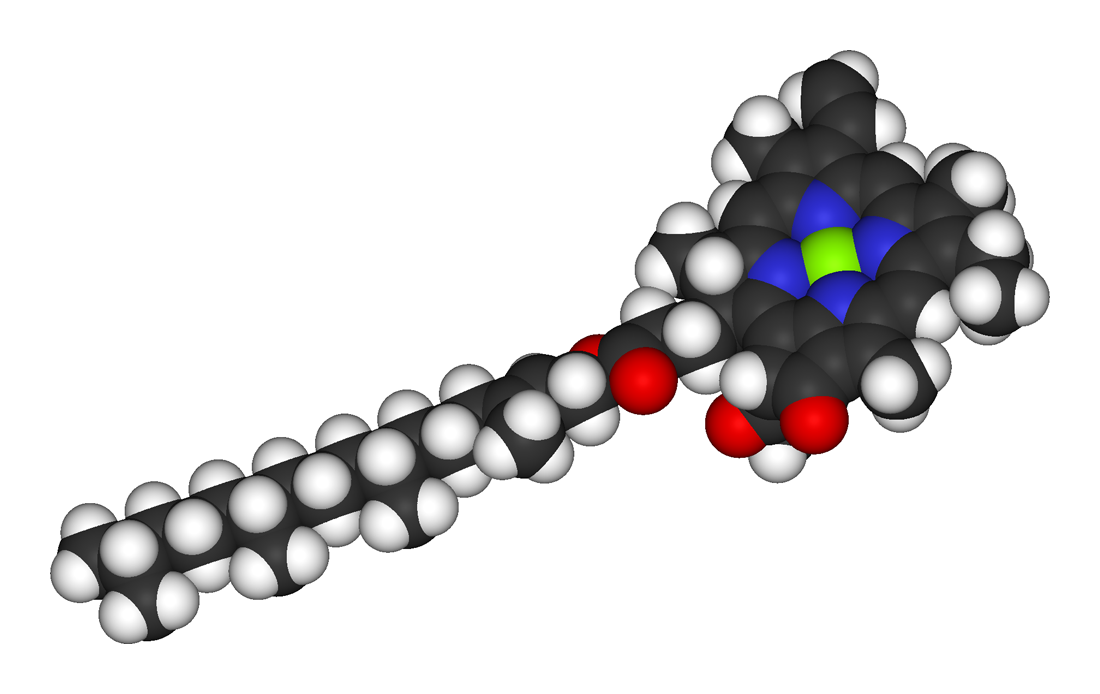
Model cząsteczki chlorofilu A

Barwniki fotosyntetyczne, barwniki asymilacyjne – grupa organicznych związków chemicznych, najczęściej pochodzenia lipidowego. Występują w specjalnych układach, głównie w komórkach zdolnych do przeprowadzania fotosyntezy. Odgrywają kluczową rolę w tym procesie – pochłaniają energię świetlną o określonej długości fali w celu zmagazynowania jej w postaci ATP i trioz. Określone grupy barwników nadają różną barwę komórkom lub organizmom, w których występują.
Ze względu na charakter chemiczny oraz pełnioną funkcję można je podzielić na:
- tetrapirolowe barwniki podstawowe (ich głównym zadaniem jest przeprowadzanie fotosyntezy):
  - chlorofile – występują w chloroplastach roślin oraz w sinicach (nadają zieloną barwę)
  - bakteriochlorofile – odmiana chlorofili, występująca u bakterii
- barwniki dodatkowe
- barwniki wspomagające:
  - karotenoidy (karoteny, ksantofile) – pomagają przeprowadzać fotosyntezę, a także chronią przed działaniem promieniowania UV oraz niektórymi szkodliwymi związkami chemicznymi; występują we wszystkich organizmach fotosyntezujących i u niektórych zwierząt (nadają barwę od żółtej do pomarańczowej)
  - fikobiliny – występują jedynie u niektórych glonów i sinic